# Greatest Hits Volume II (альбом Алана Джексона)
| Оценки критиков   | Оценки критиков |
| Источник          | Оценка          |
| ----------------- | --------------- |
| About.com         | (favorable)     |
| Allmusic          | [ 2 ]           |
| The Village Voice | (mixed)         |

Greatest Hits Volume II — третий сборник лучших песен американского кантри-певца Алана Джексона, вышедший 12 августа 2003 года на лейбле Arista Nashville. Продюсером был Keith Stegall. Диск Джексона возглавил американский хит-парад Billboard 200 и кантри-чарт Top Country Albums и получил 6-кратную платиновую сертификацию RIAA.

## Об альбоме
Альбом получил положительные отзывы музыкальных критиков и интернет-изданий.
Greatest Hits Volume II дебютировал на первом месте американского хит-парад Billboard 200 с тиражом 417,000 копий, став для Джексона его вторым в нём чарттоппером. Альбом также достиг первого места в кантри-чарте Top Country Albums (в 8-й раз в карьере) и в апреле 2005 года получил 6-кратную платиновую сертификацию RIAA.

## Список композиций

### Диск 1
1. «Little Bitty» (Tom T. Hall) (1996) — 2:39
2. «Everything I Love» (Harley Allen, Carson Chamberlain) (1997) — 3:07
3. «Who's Cheatin' Who» (Jerry Hayes) (1997) — 4:02
4. «There Goes» (Alan Jackson) (1997) — 3:56
5. «I'll Go On Loving You» (Kieran Kane) (1998) — 3:58
6. «Right on the Money» (Charlie Black, Phil Vassar) (1998) — 3:50
7. «Gone Crazy» (Jackson) (1999) — 3:47
8. «Little Man» (Jackson) (1999) — 4:28
9. «Pop a Top» (Nat Stuckey) (1999) — 3:05
10. «The Blues Man» (Hank Williams Jr.) (2000) — 7:03
11. «It Must Be Love» (Bob McDill) (2000) — 2:52
12. «www.memory» (Jackson) (2000) — 2:35
13. «When Somebody Loves You» (Jackson) (2000) — 3:28
14. «Where I Come From» (Jackson) (2001) — 4:00
15. «Where Were You (When the World Stopped Turning)» (Jackson) (2001) — 5:05
16. «Drive (For Daddy Gene)» (Jackson) (2002) — 4:02
17. «It's Five O'Clock Somewhere» (Jim «Moose» Brown, Don Rollins) (2003) — 3:49
  - с Jimmy Buffett
18. «Remember When» (Jackson) (2003) — 4:30

### Диск 2
1. «Job Description» (Jackson) — 4:43
2. «Tropical Depression» (Charlie Craig, Jackson, Jim McBride) — 2:57
3. «Let’s Get Back to Me and You» (Jackson) — 2:53
4. «You Can’t Give Up on Love» (Jackson) — 3:06
5. «Hole in the Wall» (Jackson, McBride) — 3:35
6. «Buicks to the Moon» (Jackson, McBride) — 2:38
7. «When Love Comes Around» (Jackson) — 3:06
8. «The Sounds» (Jackson) — 3:23

## Позиции в чартах
| Чарт (2003)                        | Высшая позиция |
| ---------------------------------- | -------------- |
| Австралия (ARIA)                   | 24             |
| Канада (Canadian Albums Chart)     | 2              |
| Норвегия (VG-lista)                | 3              |
| США (Billboard 200)                | 1              |
| США (Billboard Top Country Albums) | 1              |

| Год  | Название                      | Высшая позиция | Высшая позиция |
| Год  | Название                      | US Country     | US             |
| ---- | ----------------------------- | -------------- | -------------- |
| 2003 | «It’s Five O’Clock Somewhere» | 1              | 17             |
| 2003 | «Remember When»               | 1              | 29             |

| Чарт (2003)                           | Позиция |
| ------------------------------------- | ------- |
| США US Billboard 200                  | 46      |
| США US Top Country Albums (Billboard) | 7       |

| Чарт (2004)                        | Позиция |
| ---------------------------------- | ------- |
| США Billboard 200                  | 55      |
| США Top Country Albums (Billboard) | 6       |

| Чарт (2005)                        | Позиция |
| ---------------------------------- | ------- |
| США Top Country Albums (Billboard) | 40      |

| Регион | Ассоциация | Сертификации  | Продажи    |
| ------ | ---------- | ------------- | ---------- |
| США    | RIAA       | 6× Платиновый | 6,000,000+ |